# Ilja Anatoljewitsch Simin
Ilja Anatoljewitsch Simin (russisch Илья Анатольевич Зимин; * 1. Mai 1972 in Wladiwostok; † 26. Februar 2006 in Moskau) war ein russischer Journalist und Fernsehreporter, der zuletzt für den Privatsender NTW tätig war.

## Leben
Ilja Simin absolvierte die Journalistik-Fakultät der Fernöstlichen Staatlichen Universität Wladiwostok und jobbte während des Studiums bei einem lokalen Fernsehsender. Nach dem Abschluss kam er zu NTW und war dort zunächst im Korrespondentenbüro Ferner Osten tätig, seit 1995 als dessen Leiter. 2000 wechselte er als Reporter zur Moskauer NTW-Zentrale. Nach der feindlichen Übernahme von NTW durch den Gazprom-Konzern im Frühjahr 2001 wechselte Simin, wie auch zahlreiche andere NTW-Mitarbeiter, zum vermeintlich liberaleren Sender TW-6, später TWS. Nach der Schließung von TWS kehrte er jedoch zu NTW zurück und arbeitete dort als Sonderreporter. Dem breiten Publikum wurde er vor allem durch seine Beiträge in der Sendung „Профессия: репортёр“ („Beruf: Reporter“, in Anlehnung an den gleichnamigen Spielfilm) bekannt, die ausführliche 30-minütige Reportagen zu verschiedensten Themengebieten sendete. 2003 erhielt er den jährlich verliehenen russischen Fernsehpreis „TEFI“ als „Bester Reporter des Jahres 2002“.
Am 26. Februar 2006 wurde Simin in seiner Moskauer Wohnung erschlagen aufgefunden. Die Tat ist bis heute nicht aufgeklärt. Der im Juni 2006 in Moldawien verhaftete Tatverdächtige Igor Weltschew bestreitet seine Schuld. Der Prozess gegen ihn soll vor einem Gericht in einer Provinzstadt im Norden Moldawiens stattfinden. Als Motiv wurde bislang ein gewöhnlicher Streit vermutet; manche russische Boulevardmedien bringen die Tötung Simins auch mit seiner möglichen Homosexualität in Verbindung. Die Organisation „Reporter ohne Grenzen“ verweist in ihrem Jahresbericht 2007 darauf, dass Simin vor seinem Tod mit versteckter Kamera eine Reportage über die hygienischen Zustände in Moskauer Restaurants und Hotels gedreht habe.